# Garden squares i London
Dette er en liste over garden squares, bredt defineret, i London, England. til forskel fra pladser i London, der delvist overlapper, har disse et klart fælles- eller samfunds-mæssigt aspekt, og kan have et andet navn end Square; i faldende antal er de navngivet Gardens, Crescent, Place, Fields og Circus og afspejler diversiteten i byens komplekse gadenet
Listen indeholder ikke lignende mindre grønne områder uden for Central London. 

## Barnet
- Central Square
- Litchfield Square
- Lucas Square

## Brent
- Cambridge Square

## Bromley
- Watermen's Square

## Camden
- Argyle Square
- Bedford Square
- Bloomsbury Square
- Brunswick Square
- Camden Square
- Coram's Fields
- Chalcot Square
- Euston Square
- Gainsborough Gardens
- Gordon Square
- Gray's Inn Square
- Grove Terrace Squares
- Harrington Square
- Mecklenburgh Square
- Mornington Crescent, London
- Munster Square
- Oakley Square
- Pond Square
- Queen Square, London
- Red Lion Square
- Regent Square
- Russell Square
- South Grove Square
- Tavistock Square
- Torrington Square
- Woburn Square

## City of London
- Aldermanbury Square
- Bunhill Fields (within London Borough of Islington)
- Devonshire Square
- Finsbury Circus
- Gough Square
- Monkwell Square
- Paternoster Square
- Salisbury Square
- Warwick Square

## Hackney
- Albion Square
- Charles Square, Hackney
- Clapton Square
- De Beauvoir Square
- Fassett Square
- Goldsmith's Square
- London Fields
- Hoxton Square
- St Thomas's Square
- Town Hall Square, Hackney

## Hammersmith & Fulham
- Brompton Park
- Brook Green
- Colehill Gardens
- Imperial Square
- Lillie Square
- Queen's Club Gardens
- St Peter's Square, London
- Weaver's Terrace
- Westcroft Square

## Islington
- Alwyne Square
- Anderson Square
- Arlington Square
- Arundel Square
- Barnsbury Square
- Bartholomew Square
- Canonbury Square
- Charterhouse Square
- Claremont Square
- Cloudesley Square
- Edward Square
- Finsbury Square
- Gibson Square
- Granville Square
- King Square
- Lloyd Square
- Lonsdale Square
- Milner Square
- Myddelton Square
- Northampton Square
- Percy Square
- Thornhill Square
- Tibberton Square
- Union Square, Islington
- Vernon Square
- Wilmington Square
- Wilton Square

## Kensington and Chelsea
- Arundel Gardens
- Ashburn Place
- Barkston Gardens
- Bina Gardens
- Blenheim Crescent
- The Boltons
- Bolton Gardens
- Bramham Gardens
- Cadogan Place
- Cadogan Square
- Cambridge Gardens
- Collingham Gardens
- Colville Gardens
- Colville Square
- Courtfield Gardens
- Earl's Court Square
- Edwardes Square
- Egerton Gardens
- Elgin Crescent
- Elm Park Gardens
- Ennismore Gardens
- Gledhow Gardens
- Harrington Gardens
- Hans Place
- Hereford Square
- Kensington Square
- Kensington Park Gardens
- Lansdowne Crescent, London
- Lennox Gardens
- Lowndes Square
- Nevern Square
- Markham Square
- Norland Square
- Onslow Square
- Paultons Square
- Pelham Crescent
- Pembridge Square
- Pembroke Square
- Philbeach Gardens
- Princes Gardens, London
- Powis Square
- Queen's Gate Gardens
- Redcliffe Square
- Royal Crescent, London
- Sloane Square
- Stanley Gardens and Stanley Crescent, Holland Park
- Stanhope Gardens
- St James's Gardens
- Tavistock Crescent
- Thurloe Square
- Warwick Square
- Wellington Square
- Wetherby Gardens

## Kingston upon Thames
- St Andrew's Square, Kingston upon Thames

## Lambeth
- Albert Square, Lambeth
- Bonnington Square
- Cleaver Square
- Courtenay Square
- Denny Crescent
- Grafton Square
- Walcot Square
- St Mary's Gardens
- Becondale Road[1]

## Southwark
- Addington Square
- Avondale Square
- Camberwell Green
- Leyton Square
- Merrick Square
- Nelson Square
- Surrey Square Park
- Trinity Church Square
- West Square

## Tower Hamlets
- Arbour Square
- Arnold Circus, ved Boundary Estate
- Beaumont Square
- Carlton Square
- Ford Square
- Ion Square
- Sidney Square
- Tredegar Square
- Trinity Square, Tower Hamlets
- York Square

## Wandsworth
- Nightingale Square
- Park Crescent, London
- St Philip Square

## Westminster
- Berkeley Square
- Belgrave Square
- Bryanston Square
- Cavendish Square
- Cambridge Square
- Chester Square
- Craven Hill Gardens
- Dolphin Square
- Dorset Square
- Eaton Square
- Ebury Square
- Eccleston Square
- Gloucester Square
- Golden Square
- Grosvenor Square
- Hanover Square, London
- Hyde Park Square
- Leicester Square
- Lincoln's Inn Fields
- Manchester Square
- Millbank Gardens
- Montagu Square
- Norfolk Square
- Oxford Square
- Park Square, London
- Parliament Square
- Porchester Square
- Portman Square
- Soho Square
- St George's Square
- St James's Square
- Smith Square
- Sussex Square
- Talbot Square
- Trafalgar Square
- Victoria Square (London)
- Vincent Square (London)
- Warwick Square
- Wilton Crescent